# یوئنسو
یوئنسو (فنلاندی: Joensuun، معنای تحت‌اللفظی: مدخل رود، به روسی: Йоэнсуу)؛ شهری از توابع شهرستان کارلیای شمالی واقع در استان فنلاند شرقی کشور فنلاند است. شهر در سال ۱۸۴۸ میلادی بنیان‌گذاری شده‌است. در ۳۰ ژوئن ۲۰۱۵ جمعیت یوئنسو ۷۴٬۹۴۱ نفر بوده‌است، اگر چه شهر، در منطقه اقتصادی، ۱۱۵٬۰۰۰ نفر جمعیت دارد.
یوینسو با وجود بیش‌از ۱۵٬۰۰۰ دانشجوی پذیرفته شده در دانشگاه فنلاند شرقی، و ۴٬۰۰۰ نفر در دانشگاه علوم کاربردی کارلیا، شهری دانشجویی و پرجنب و جوش است.
انستیتو جنگل اروپایی، دانشگاه و بسیاری دیگر از موسسات و شرکت‌های بین‌المللی صادرات در زمینه عطر و طعم در این شهر واقع شده‌است.

## حمل و نقل و مسافرت
فرودگاه یوئنسو، نزدیکترین فرودگاه با پروازهای روزانهٔ منظم، در ۱۱ کیلومتری شهر قرار دارد.

### فاصله از دیگر شهرها در فنلاند
| شهر       | مسافت       | جهت        |
| --------- | ----------- | ---------- |
| هلسینکی   | ۴۳۷ کیلومتر | جنوب باختر |
| یووسکوله  | ۲۴۵ کیلومتر | غرب        |
| کوئوپیو   | ۱۳۶ کیلومتر | شمال باختر |
| لاپن‌رانتا | ۲۳۵ کیلومتر | جنوب باختر |
| اولو      | ۳۹۳ کیلومتر | شمال باختر |
| کایانی    | ۲۲۲ کیلومتر | شمال باختر |
| ساون‌لینا  | ۱۳۳ کیلومتر | جنوب باختر |
| تامپره    | ۳۹۳ کیلومتر | جنوب باختر |
| تورکو     | ۵۴۲ کیلومتر | جنوب باختر |
| واسا      | ۴۹۲ کیلومتر | غرب        |

### آب‌وهوا
| داده‌های اقلیم یوئنسو (۱۹۵۵–اکنون)                                                                               | داده‌های اقلیم یوئنسو (۱۹۵۵–اکنون) | داده‌های اقلیم یوئنسو (۱۹۵۵–اکنون) | داده‌های اقلیم یوئنسو (۱۹۵۵–اکنون) | داده‌های اقلیم یوئنسو (۱۹۵۵–اکنون) | داده‌های اقلیم یوئنسو (۱۹۵۵–اکنون) | داده‌های اقلیم یوئنسو (۱۹۵۵–اکنون) | داده‌های اقلیم یوئنسو (۱۹۵۵–اکنون) | داده‌های اقلیم یوئنسو (۱۹۵۵–اکنون) | داده‌های اقلیم یوئنسو (۱۹۵۵–اکنون) | داده‌های اقلیم یوئنسو (۱۹۵۵–اکنون) | داده‌های اقلیم یوئنسو (۱۹۵۵–اکنون) | داده‌های اقلیم یوئنسو (۱۹۵۵–اکنون) | داده‌های اقلیم یوئنسو (۱۹۵۵–اکنون) |
| ماه | ژانویه                            | فوریه                             | مارس                              | آوریل                             | مه                                | ژوئن                              | ژوئیه                             | اوت                               | سپتامبر                           | اکتبر                             | نوامبر                            | دسامبر                            | سال                               |
| --- | --------------------------------- | --------------------------------- | --------------------------------- | --------------------------------- | --------------------------------- | --------------------------------- | --------------------------------- | --------------------------------- | --------------------------------- | --------------------------------- | --------------------------------- | --------------------------------- | --------------------------------- |
| سابقهٔ بیش‌ترین °C (°F)                                                                                           | ۶٫۷ (۴۴)                          | ۷٫۸ (۴۶)                          | ۱۲٫۸ (۵۵)                         | ۲۳٫۵ (۷۴)                         | ۲۸٫۷ (۸۴)                         | ۳۲٫۳ (۹۰)                         | ۳۷٫۲ (۹۹)                         | ۳۱٫۴ (۸۹)                         | ۲۵٫۸ (۷۸)                         | ۱۶٫۶ (۶۲)                         | ۱۰٫۵ (۵۱)                         | ۸٫۳ (۴۷)                          | ۳۷٫۲ (۹۹)                         |
| میانگین بیش‌ترین °C (°F)                                                                                         | −۶٫۴ (۲۰)                         | −۶٫۲ (۲۱)                         | −۰٫۵ (۳۱)                         | ۶٫۰ (۴۳)                          | ۱۳٫۹ (۵۷)                         | ۱۸٫۸ (۶۶)                         | ۲۱٫۸ (۷۱)                         | ۱۸٫۸ (۶۶)                         | ۱۲٫۸ (۵۵)                         | ۶٫۰ (۴۳)                          | −۰٫۵ (۳۱)                         | −۴٫۳ (۲۴)                         | ۶٫۷ (۴۴)                          |
| میانگین روزانه °C (°F)                                                                                          | −۹٫۶ (۱۵)                         | −۹٫۷ (۱۵)                         | −۴٫۴ (۲۴)                         | ۱٫۷ (۳۵)                          | ۸٫۷ (۴۸)                          | ۱۴٫۱ (۵۷)                         | ۱۷٫۱ (۶۳)                         | ۱۴٫۵ (۵۸)                         | ۹٫۲ (۴۹)                          | ۳٫۶ (۳۸)                          | −۲٫۶ (۲۷)                         | −۷٫۳ (۱۹)                         | ۲٫۹ (۳۷)                          |
| میانگین کم‌ترین °C (°F)                                                                                          | −۱۳٫۴ (۸)                         | −۱۳٫۷ (۷)                         | −۸٫۶ (۱۷)                         | −۲٫۷ (۲۷)                         | ۳٫۳ (۳۸)                          | ۸٫۹ (۴۸)                          | ۱۲٫۳ (۵۴)                         | ۱۰٫۳ (۵۱)                         | ۵٫۶ (۴۲)                          | ۱٫۰ (۳۴)                          | −۵٫۲ (۲۳)                         | −۱۰٫۶ (۱۳)                        | −۱٫۰ (۳۰)                         |
| سابقهٔ کم‌ترین °C (°F)                                                                                            | −۳۹٫۰ (−۳۸)                       | −۳۸٫۵ (−۳۷)                       | −۳۲٫۱ (−۲۶)                       | −۲۱٫۴ (−۷)                        | −۱۰٫۵ (۱۳)                        | −۴٫۲ (۲۴)                         | ۲٫۲ (۳۶)                          | −۱٫۷ (۲۹)                         | −۷٫۲ (۱۹)                         | −۱۶٫۸ (۲)                         | −۲۷٫۳ (−۱۷)                       | −۴۰٫۰ (−۴۰)                       | −۴۰٫۰ (−۴۰)                       |
| بارندگی میلی‌متر (اینچ)                                                                                          | ۴۲ (۱٫۶۵)                         | ۳۳ (۱٫۳)                          | ۳۱ (۱٫۲۲)                         | ۲۸ (۱٫۱)                          | ۴۱ (۱٫۶۱)                         | ۶۴ (۲٫۵۲)                         | ۶۵ (۲٫۵۶)                         | ۸۰ (۳٫۱۵)                         | ۵۳ (۲٫۰۹)                         | ۵۴ (۲٫۱۳)                         | ۵۰ (۱٫۹۷)                         | ۴۸ (۱٫۸۹)                         | ۵۸۹ (۲۳٫۱۹)                       |
| میانگین روزهای بارندگی (≥ ۰.۱ میلی‌متر)                                                                          | ۲۰                                | ۱۷                                | ۱۵                                | ۱۱                                | ۱۲                                | ۱۴                                | ۱۴                                | ۱۶                                | ۱۵                                | ۱۷                                | ۲۰                                | ۲۱                                | ۱۹۲                               |
| منبع: FMI (Temperature data for Liperi Airport elevation 121 m, precipitation Joensuu Pyhäselkä elevation 79 m) |                                   |                                   |                                   |                                   |                                   |                                   |                                   |                                   |                                   |                                   |                                   |                                   |                                   |

## افراد سرشناس
- فلور یانسن خواننده هلندی و خواننده اصلی نایت‌ویش، بین سال‌های ۲۰۱۴ تا ۲۰۱۵ در یوئنسو زندگی می‌کرد.[۷]
- کایسا ماکاراینن (زادهٔ ۱۹۸۳)، ۳ دوره قهرمان ورزش دوگانه در جام جهانی
- هانو میکولا (۱۹۴۲–۲۰۲۱)، راننده رالی
- ماری تورونن (زادهٔ ۱۹۷۰)، بازیگر
- اولاوی کورونن (۱۹۲۳ – ۱۹۸۹)، اسکی‌باز پرش

## شهرهای خواهرخوانده
- لینشوپینگ، سوئد
- ایسافجرویر، ایسلند
- تنسبرگ، نروژ
- پتروزاودسک، روسیه
- سورتاوالا، روسیه
- سویاروی، روسیه
- هوف، آلمان
- ویلنیوس، لیتوانی

## نگارخانه

تصاویری از شهر
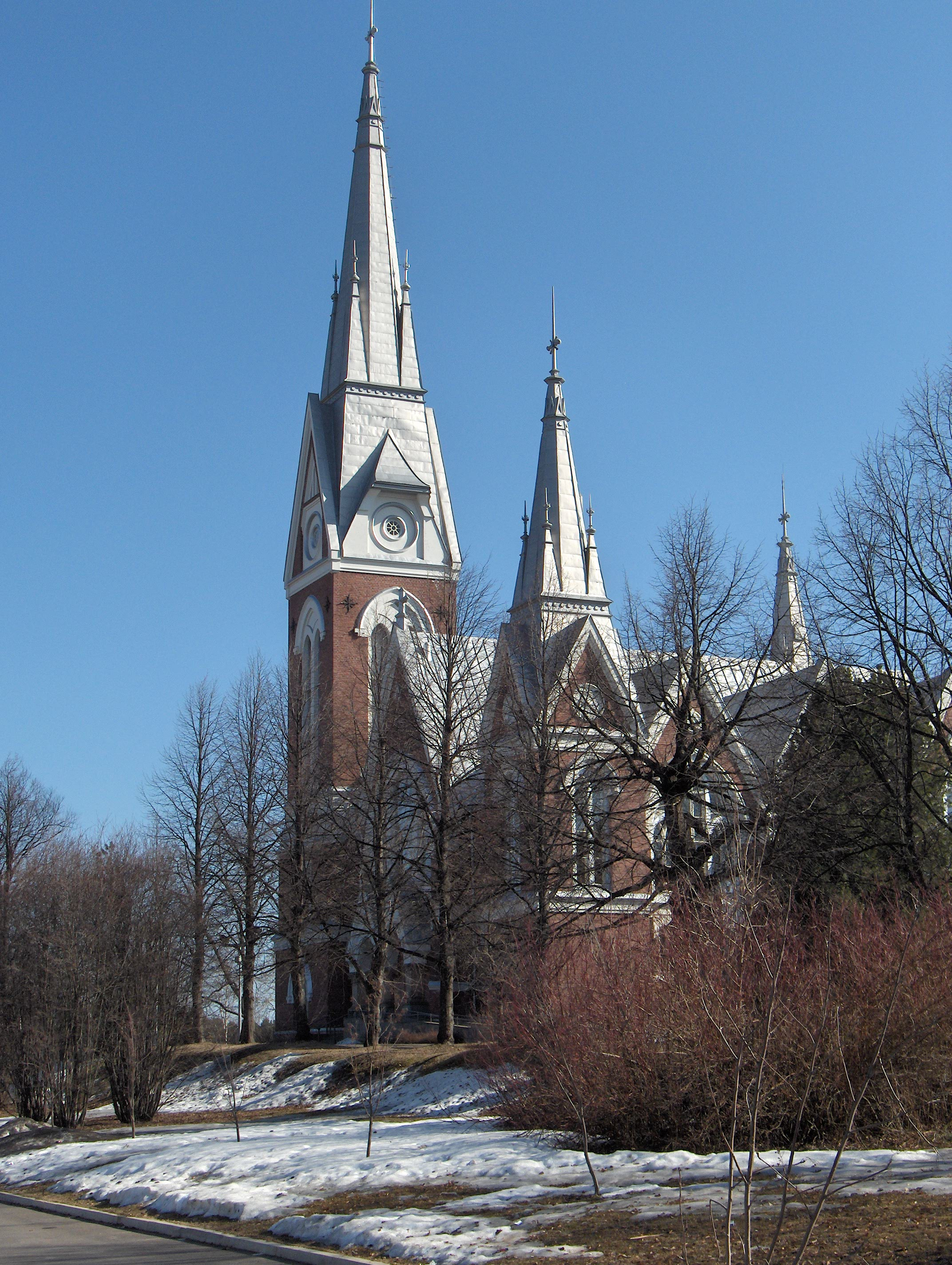
کلیسای لوتری، یوئنسو
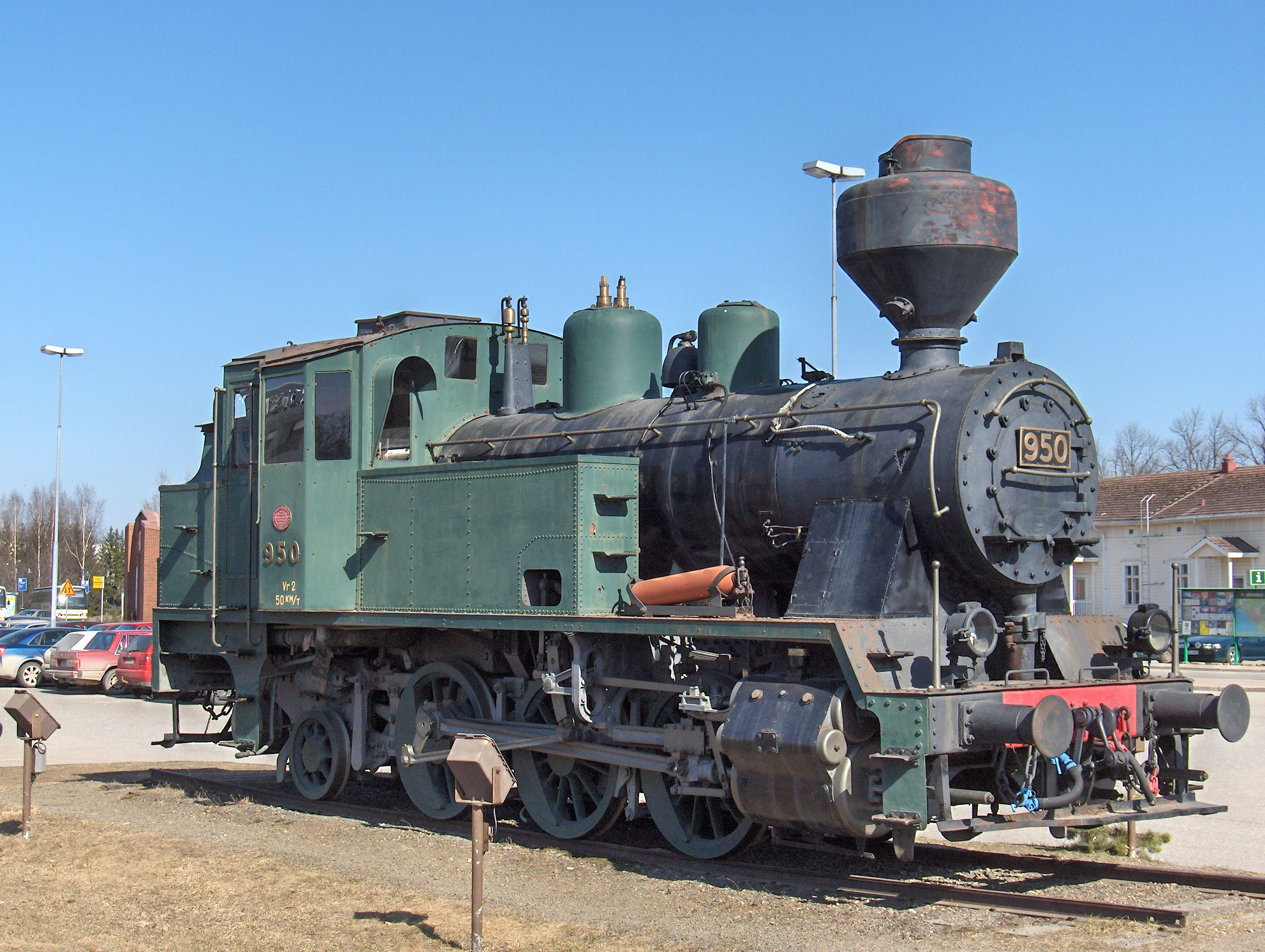
لوکوموتیو بخار در خارج از ایستگاه راه آهن
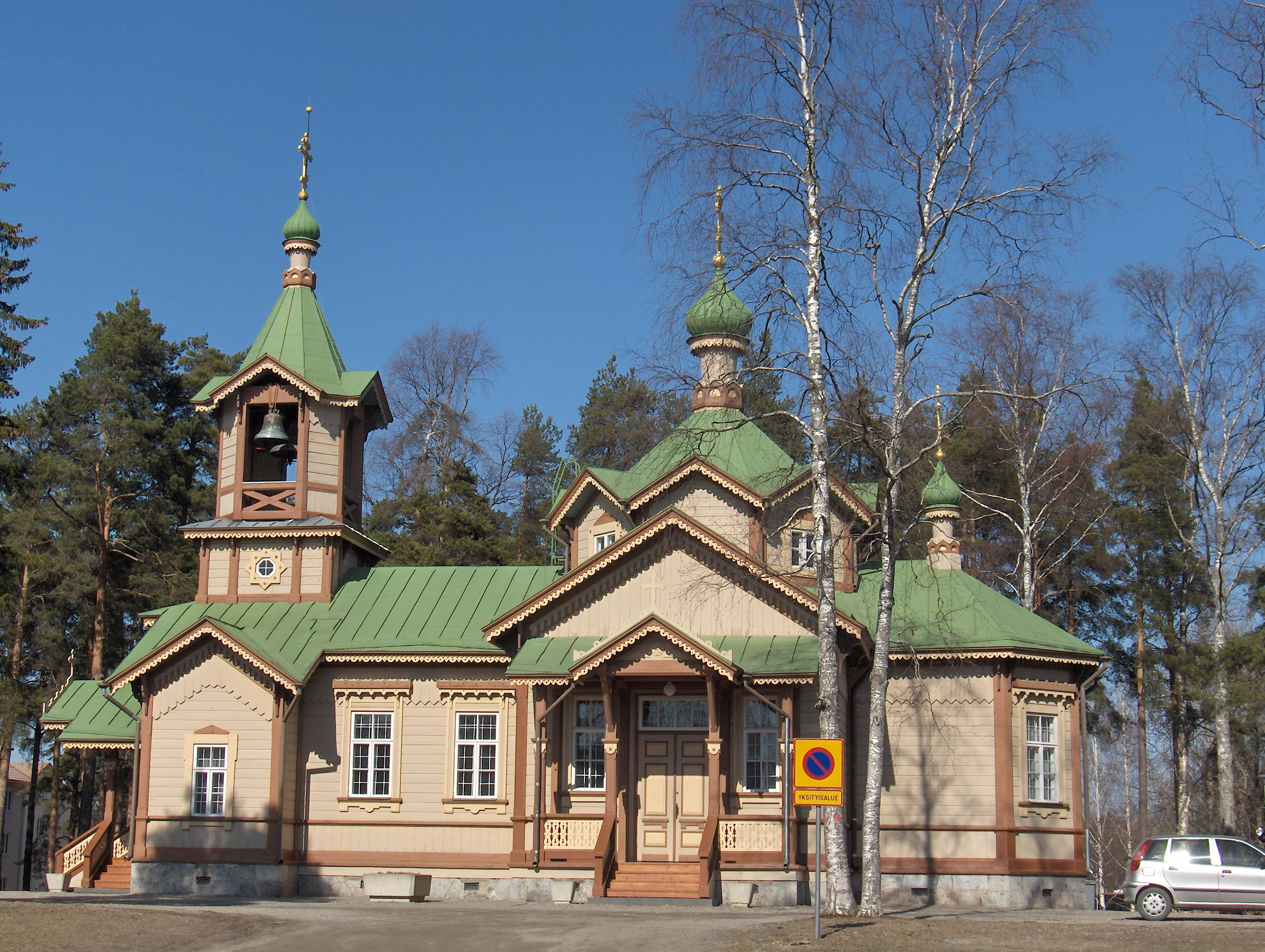
کلیسای ارتدکس واقع‌در یوئنسو